# Carigara
Carigara ist eine philippinische Stadtgemeinde in der Provinz Leyte. Sie hat 51.345 Einwohner (Zensus 1. August 2015).
Der Name Carigara bedeutet so viel wie aufgestiegen aus der Asche.

## Baranggays
Carigara ist politisch in 49 Baranggays unterteilt.
| - Balilit - Barayong - Barugohay Central - Barugohay Norte - Barugohay Sur - Baybay (Pob.) - Binibihan - Bislig - Caghalo - Camansi - Canal - Candigahub - Canlampay - Cogon - Cutay - East Visoria - Guindapunan East | - Guindapunan West - Hiluctogan - Jugaban (Pob.) - Libo - Lower Hiraan - Lower Sogod - Macalpi - Manloy - Nauguisan - Pangna - Parag-um - Parina - Piloro - Ponong (Pob.) - Sagkahan - San Mateo (Pob.) | - Santa Fe - Sawang (Pob.) - Tagak - Tangnan - Tigbao - Tinaguban - Upper Hiraan - Upper Sogod - Uyawan - West Visoria - Paglaum - San Juan - Bagong Lipunan - Canfabi - Rizal (Tagak East) - San Isidro |

## Regelmäßige Veranstaltungen
Jährlich im Juli findet ein Gemeindefest in Erinnerung an die erste Ankunft der Spanier am 16. Juli 1569 statt.

## Söhne und Töchter
- Filomeno Gonzales Bactol (* 1939), römisch-katholischer Geistlicher, emeritierter Bischof von Naval